# Ladijski vijak
Ladijski vijak ali propeler je najpogostejši sodobni ladijski pogonski sistem, pa tudi strukturna osnova drugih vrst propelerjev. Vijak za dvigovanje vode je izumil Arhimed, avtor ideje za vijak kot pogon za plovila pa je Daniel Bernoulli (1752), in kasneje James Watt. Kljub temu je šele angleški izumitelj Francis Smith leta 1836 naredil odločilni korak in na Arhimedovem vijaku pusti samo en zavoj. Sočasno in neodvisno od Smitha je leta 1836 ladijski vijak z enim zavojem razvil tudi švedski izumitelj in ladjedelničar John Ericsson. Sredi 19. stoletja se je začela množična zamenjava jadrnic za ladje na vijake.
Sodobni ladijski vijaki so večlistni in jih sestavlja pesto in lopatice, postavljene radialno na pesto.
Vijak je nameščen na gredi vijaka, ki jo poganja ladijski motor. Ko se vijak vrti, vsaka lopatica zajame določeno maso vode in jo potisne nazaj, s čimer ustvarja vrtilno količino. Sila reakcije odrinjene vode prenaša zagon lopaticam vijaka, te pa skozi pesto gredi vijaka in ta naprej preko glavnega potisnega ležaja trupu ladje.
Dvolistni vijak je bolj učinkovit od trilistnega, vendar je z velikim razmerjem diska zelo težko zagotoviti zadostno trdnost lopatic za dvolistne vijake. Zato se na manjših ladjah najpogosteje uporabljajo trilistni vijaki. Dvolistni vijaki se uporabljajo na tekmovalnih čolnih, kjer vijak ni preveč obremenjen in na jadrnicah, kjer je vijak pomožni pogon. Štiri- in petlistni vijaki se uporabljajo razmeroma redko, večinoma na velikih motornih jahtah in velikih oceanskih plovilih za zmanjševanje hrupa in vibracij trupa.
Vijak je manj učinkovit (učinkovitost 30–50 %) od vesla (učinkovitost 60–65 %). V primerjavi z vodnim kolesom, je vijak bolj učinkovit, pa tudi manjši in lažji. Vendar je poškodovano vodno kolo možno popraviti, poškodovanega vijaka pa ne in se namesti novega. Poleg tega je vijak najbolj nevaren za morsko favno in ljudi, ki padejo čez krov. Vodno kolo tudi zagotavlja več oprijema z mesta, kar je uporabno za vlačilce in jim omogoča manjši ugrez. Vendar je na viharnem morju del vodnega kolesa v zraku, del pa potopljen, kar maksimalno obremeni pogonski sistem ladje; zaradi tega vodna kolesa niso primerna za morske ladje. Uporaba vijaka namesto vodnega kolesa za vojne ladje ima jasne prednosti. Težava nameščanja artilerije izgine in baterija lahko ponovno zavzema ves prostor na krovu. Izgine tudi ranljiva točka za sovražnikovo artilerijo – vijak je potopljen.
Posebna vrsta je vodni reaktivni motor. Glavna razlika je, da ima vodni reaktivni motor koničasto šobo.

## Opomba in sklic
1. ↑  В последнем случае имеет значение возможность устанавливать винт в вертикальном положении в гидродинамическом следе ахтерштевня для уменьшения его сопротивления при плавании под парусами.
2. ↑  ПРОПУЛЬСИВНАЯ ЭФФЕКТИВНОСТЬ ГРЕБЛИ. Arhivirano 2015-09-05 na Wayback Machine.

## Vira
- Движители кораблей и судов // korabley.net
- Крылов, Алексей Николаевич, Крылов А. Н.: Винт гребной.